# Somewhere Over The Rainbow (Marusha-dal)
A Somewhere Over The Rainbow című dal a német techno előadó Marusha 3. kimásolt kislemeze a Raveland című albumról, mely 1994 januárjában jelent meg a Low Spirit kiadónál. Ez eddigi legnagyobb slágere, mely több országban felkerült a slágerlistákra. Többek között hazájában, Németországban, ahol 3. míg Svájcban a 2. helyen végzett. Németországban Platina státuszt kapott.

## Előzmények
A dalt 1939-ben Judy Garland énekelte el az Óz, a csodák csodája című amerikai musicalben, mely számos feldolgozást megért az évek során.

## Megjelenések
CD Maxi-Single  Low Spirit Recordings – 859 887-2
- 1	Somewhere Over The Rainbow 5:29 Music By – Harold Arlen, Words By – E.Y. Harburg
- 2	The Land We Are Talking About	5:25
- 3	Stars	5:49

12" remixes  Low Spirit Recordings – 855 479-1
- A	Over The Rainbow (RMB Remix) 6:33 Remix – RMB
- B1	Over The Rainbow (Hooligan Remix) 5:24 Remix – DJ Hooligan
- B2	Over The Rainbow (Genlog Remix) 4:43 Remix – Genlog

## Felhasznált zenei alapok
- Judy Garland-Somewhere Over The Rainbow (1939)[4]
- Bass-D & King Matthew vs Re-Style-Land Of Hardcore (2002)[7]

## Slágerlista
| 1994 | "Somewhere Over The Rainbow" | 3 | 13 | 34 | 6 | 2 |